# УСТ Заграва (Ваєрн)
УСТ «Заграва» (Українське Спортове Товариство «Заграва») — українське спортивне товариство з німецького поселення Вайарн, повіт Місбах (український табір, 225 осіб, членів товариства — 73) засноване спершу як «Ватра» (29 березня 1947 р.) з ініціативи д-ра Володимира Островського і Олександра Чикала.
Праця концентрувалася в таких секціях:
- гімнастика — раз на тиждень 15 чоловіків і 9 жінок проводило ранні вправи,
- волейбол жінок — 2 змагання, участь в турнірі ІМКА округи Розенгайм,
- волейбол чоловіків — 11 змагань і участь в зональному турнірі трійок (9-е місце),
- баскетбол — 3 змагання,
- настільний теніс — 2 змагання,
- футбол — 7 ігор,
- туризм — 6 краєзнавчі прогулянки за 7 днів (85 осіб),
- шахи — внутрішні турніри,
- плавання — участь Василя Короля в зональних змаганнях 1947 р.,
- легка атлетика — участь 10 осіб в зональних змаганнях 1947 р., які здобули в індивідуальних змаганнях 2-5 місця, а в командних — 6-е місце. 50 членів отримало Відзнаку Фізичної Вправності, що дає найвищий відсоток з усіх таборів.